# Карл Лугер
Карл Лугер (24. октобар 1844 — 10. март 1910) био је аустријски политичар, градоначелник Беча, вођа и оснивач Аустријске Хришћанско-социјалне партије. Популистичку и антисемитску политику његове Хришћанско-социјалне партије многи сматрају узором нацизму Адолфа Хитлера.

## Живот и почетак каријере
Карл Лугер је био скромног порекла, рођен у Видену (од 1850. 4. округ Беча) од оца Леополда из Нојштатла на Дунаву и мајке Јулијане. Зграда у којој се родио је сада западни део главне зграде Бечког Технолошког универзитета на Карлсплацу где је Лугеров отац радио као послужитељ.
Ипак је могао да похађа реномирани интернат и студије на Терезијанској коњичкој академији. Потом је студирао право на Универзитету у Бечу, где је и докторирао 1870. Током студија био је члан Католичке студентске асоцијације, део братства Аустрисјке централне управе.
Основао је сопствену адвокатску канцеларију у Бечу 1874. и убрзо постао познат као адвокат „малих људи“. На овој позицији, његов узор и ментор био је популарни јеврејски лекар и локални политичар Игњац Мандл, познат као „Бог малих људи“ у Лугеровом округу Ландштрасе (Трећи округ), кога је пратио и у политичком животу. Удружење се распало када се Лугер поистоветио са антисемитизмом.

## Политичка каријера

### Градоначелник Беча
Године 1875. изабран је у Градско веће Беча и то као либерал. Лугер ће служити у већу до своје смрти, осим двогодишње паузе од 1876. до 1878. Водио је кампању против владе либералног градоначелника Кајетана Фелдера чије је стекао популарност као борац против корупције. Године 1888. окупио је немачку националну и хришћанско-социјалну фракцију у Градској кући да би формирао групу која је касније постала позната као Уједињени хришћани.
Након избора за бечки Гемеиндерат 1895. године, хришћански социјалисти су освојили две трећине места, чиме је окончана дуга владавина либерала. Хришћанско-социјална већина је потом изабрала Лугера за градоначелника. Међутим, током царских времена, градоначелнике је морао потврдити сам цар Франц Јозеф. Цар је наводно мрзео Лугера као особу и сматрао га је опасним револуционаром. Такође је био забринут због Лугеровог антисемитизма. Уз подршку премијера Касимира Феликса Баденија, Франц Јозеф је одбио да потврди Лугера за градоначелника Беча. Хришћански социјалисти су задржали велику већину у савету и поново су бирали Лугера за градоначелника. И тако још три пута, да би Франц Јозеф сваки пут одбио да то потврди. По пети пут је изабран за градоначелника 1897. године, а након личног посредовања Папе Лава XIII, његов избор је коначно одобрен.
На својој функцији, Лугер је заслужан за проширење јавног водоснабдевања преко другог главног водоносног слоја, који обезбеђује воду из чесме минералног квалитета за велике делове града. Бавио се и комунализацијом гасних и електроенергетских радова, као и успостављањем система јавног превоза, увођењем трамваја (трамваја) и бројних установа социјалне заштите, од којих се већина снажно ослањала на финансирање дуга. Урбанизовао је Беч скроз до предграђа и изградио је паркове, баште, болнице и школе.
Током његовог мандата, Беч је на крају променио свој изглед као престоница велике силе из доба пре Првог светског рата – наслеђе које је остало чак и у Црвеном Бечу након распада Аустроугарске 1918. За време његовог мандата створен је значајан део инфраструктуре и организација које су заслужне за висок животни стандард у савременом граду.
Лугер је био градоначелник Беча до своје ране смрти од дијабетес мелитуса 1910. Сахрањен је у крипти новоподигнуте цркве Светог Карла Боромеја у Средишњем бечком гробљу (која се назива и Меморијална црква др. Карла Лугера), чију је церемонију полагања темеља лично обавио док је био на функцији градоначелника Беча.

### Хришћанско-социјални покрет
Лугеров рани политички живот био је повезан са Георгом фон Шенерером и Немачком националном партијом, која је била антисемитска. Од касних 1880-их Лугер је био редован учесник утицајних кругова клерикалних социјално конзервативних политичара око Карла фон Фогелсанга, принца Алојза Франца де Паула Марије од Лихтенштајна и теолога Франца Мартина Шиндлера. С обзиром на растући раднички покрет, учесници су на основу католичког социјалног учења развили идеје за превазилажење друштвене поларизације уз помоћ мера социјалног осигурања и заједничке католичке вере. Штавише, након што је изборна реформа из 1882. проширила бирачко право, Лугер се фокусирао на ситнобуржоаске трговце, који су претпостављали да је јеврејска конкуренција основни узрок њихове несигурне ситуације, па му је инсистирање на „ јеврејском питању “ доносило велику популарност.
Године 1885. изабран је у доњи дом аустријског царског парламента (Рајхсрат). Од 1890. био је и члан парламента Доње Аустрије.
Лугер, принц Лихтенштајн, Фогелсанг и Шиндлер су се редовно састајали у хотелу Код златне патке у Првом бечком округу, а своје састанке називали су Ентен-Абенде (Пачје вечери). Ова радна група поставила је фокус друштвених реформи и организовања Другог аустријског дана католичанства 1889. Из тога је Шиндлер развио платформу младе Хришћанско-социјалне партије. Лугер је требало да оснује и води странку 1893. године, која се убрзо оснажила и постала претња аустријским социјалдемократама (СПО). Лугер је остао један од најефикаснијих лидера своје партије јер је развио политику федерализације као средства за решавање питања монархије која обухвата више националности.

### Антисемитизам
Луегер је био познат по својој антисемитској реторици. Био је обожаваоц Едуара Друмона, који је основао Антисемитску лигу Француске 1889. Деценијама касније, Адолф Хитлер, становник Беча од 1907. до 1913. године, видео је у Лугеру инспирацију за сопствене ставове о Јеврејима. Иако није био експлицитан пангерманиста, Лугер је заговарао расистичку политику против мањина које не говоре немачки у Аустро-Угарској и 1887. је гласао за предлог закона који је предложио његов дугогодишњи противник Георг фон Шенерер о ограничавању имиграције Руса и румунских Јевреја. Такође је отворено подржавао идеје Гвида фон Листа. Историчар Леон Пољаков је написао у Историји антисемитизма:
Убрзо је постало очигледно да посебно у Бечу било која политичка група која је желела да се обрати занатлијама нема шансе за успех без антисемитске платформе. [... ] У то време је у Бечу скована позната фраза: „Антисемитизам је социјализам будала“. Ситуацију је искористио католички политичар Карл Лугер, лидер аустријске Хришћанско-социјалне партије са програмом идентичним програму истоимене берлинске странке коју води пастор Стокер. 1887. Лугер је подигао заставу антисемитизма. [... ] Међутим, хвалоспев коју му је Хитлер одао у Мајн Кампфу не изгледа заслужена, јер Јевреји нису патили под Лугеровом владавином.
Други посматрачи тврде да је Лугеров јавни расизам великим делом био стратегија за придобијање гласова, будући да је био један од првих који је користио популизам као политичко оруђе. Историчар Вилијам Л. Ширер је написао да су „његови противници, укључујући Јевреје, признали да је он у души био пристојан, частан, великодушан и толерантан човек“. Према Амосу Елону, „Лугеров антисемитизам је био домаће, флексибилне сорте — скоро би се могло рећи салонски". Упитан да објасни чињеницу да су многи његови пријатељи били Јевреји, Лугер је изговорио своје чувено: "Ја одлучујем ко је Јеврејин". Бечки јеврејски писац Штефан Цвајг, који је одрастао у Бечу током Лугеровог мандата, подсетио је да је „његова градска управа била савршено праведна и прилично демократска.“

### Немачки национализам
Лугер је изразио одређени скептицизам у вези са немачким национализмом, али као и са својим антисемитизмом, брзо је користио осећања за своје политичке сврхе. Противио се аустроугарском дуализму у корист федерализма и равноправности свих народа који чине царство.

## Лугерово наслеђе
Његов стил политике касније је инспирисао неке од десничарских вођа Прве аустријске републике 1918–1933, као што су Игњац Зајпел, Енгелберт Долфус и Курт Шушниг, који су водили аустријско друштво ка аустрофашизму. За разлику од Хитлера, он у њима није толико пробудио антисемитизам колико им је усадио борбени и непопустљиви став према идеолошким политичким противницима, што се на крају показало као штетно по кохезију аустријске државе.
У Бечу, Лугер има трг назван по њему. У његову част су подигнуте најмање две статуе, а до априла 2012. део Рингштрасе је носио његово име. Било је веома тешко одлучити шта учинити са споменицима у част историјских личности чија је репутација доведена у питање у контексту историјске позадине холокауста. Аншлусом Аустрије 1938. промењени су називи улица који носе јеврејска имена или имена пацифиста. Након Другог светског рата, Аустрија је започела свеобухватни програм денацификације на културном и топографском нивоу. Нацификовани улични знакови су срушени и њихова имена су промењена из нацистичких у хабзбуршке хероје. Лугерови споменици представљали су контрадикторан случај јер су били од истинског локалног значаја, али су такође били посвећени личности која је недвосмислено била инспирација за антисемите и нацисте.
Неки сматрају да споменици Лугеру показују да је Беч занемарио своје обавезе према жртвама Холокауста, све у циљу да задржи своју носталгичну привлачност као велики Царски град. На пример, када је неуробиолог рођен у Аустрији Ерик Кандел добио Нобелову награду 2000. године, у инат Аустријанцима изговорио је да његова награда свакако није аустријска награда, већ "јеврејско-амерички Нобел". Касније га је аустријски председник Томас Клестил питао: "Како да исправимо ствари?" Кандел је рекао да прво треба преименовати Др-Карл-Лугер-Ринг улицу у Бечу. Кандела је увредило што се у тој улици налази званична адреса Бечког универзитета. Након дугих дебата, Др-Карл-Лугер-Ринг је преименован у Универзитатс ринг у априлу 2012. Споменик Лугеру на Др. Карл Лугер Плацу на Штубенрингу, као и спомен-плоча на згради Техничког универзитета у Бечу од тада су контекстуализовани описима (допуњени објашњењима) који наглашавају Лугеров антисемитизам и његов утицај на националсоцијализам.
Лугер је био тема биографског филма Беч 1910. из 1943. у којем га је играо Рудолф Форстер.
Лугер никада није био у браку. Био је у дугогодишњој вези са Маријаном Бескиба, која је, по његовој смрти, објавила мемоаре који укључују факсимиле његових љубавних писама; и доста корисних информације о његовој политичкој филозофији и начину вођења странке.

## Почасти
Карл Лугер је током живота добио следећа ордења и одликовања:
- Аустроугарска: Велики крст Ред Фрање Јосифа, 1907[15]
- Баварска: Велики крст Медаља са заслугама светог Михајла
- Белгија: Високи официр Ред Леополдов, са звездом
- Француска: Командант Легија части
- Ватикан:
  - Велики крст светог Ђорђа великог
  - Крст части "Pro Ecclesia et Pontifice"
- Турска: Ред Међидије, прве класе
- Персијско царство: Ред лава и сунца, друге класе и сунца
- Пруска: Витез црвеног орла, прве класе у дијаманту
- Краљевина Румунија: Велики крст румунске круне
- Русија: Витез светог Станислава, друге класе са звездом
- Саксонија: Командант Албертов ред, прве класе са звездом
- Шпанија: Велики крст Изабеле католичке, 1906[16]
- Шведска-Норвешка: Командант великог крста поларне звезде
- Велика Британија: Почасни командант Краљевски викторијански ред, 1903[17]